# 1896 en rugby à XV
₢
Cette page présente les faits marquants de l'année 1896 en rugby à XV : les principales compétitions et événements liés au rugby à XV et rugby à sept ainsi que les naissances et décès de grandes personnalités de ce sport.

## Principales compétitions
- Championnat de France (du ? 1895 au 5 avril 1896)
- Tournoi britannique (du 4 janvier au 14 mars 1896)

## Événements

### Janvier
- 4 janvier : ouverture de la quatorzième édition du Tournoi avec le match entre l'Angleterre et le pays de Galles disputé au Rectory Field  à Blackheath. Les Anglais l'emportent sur le score de 25 à 0 (sept essais marqués)[1]. Cette lourde défaite galloise est en partie imputable au mauvais sort car Owen Badger se fracture la clavicule et quitte ses coéquipiers dans le premier quart d'heure, les laissant terminer le match à quatorze[2],[3].
- 25 janvier : le pays de Galles remporte le deuxième match du tournoi en disposant par 6 à 0 de l'Écosse grâce à deux essais marqués par Arthur Gould et Cliff Bowen.

### Février
- 1er février : l'Angleterre est battue à Leeds par les Irlandais sur le score de 10 à 4.
- 15 février : l'Irlande et l'Écosse font match nul sans points.

### Mars
- 14 mars : lors de la dernière journée du Tournoi, l'Irlande bat le pays de Galles à Dublin sur le score de 8 à 4 tandis que l'Écosse domine l'Angleterre 11 à 0 à Glasgow. L'Irlande remporte le tournoi britannique de rugby à XV 1896 avec deux victoires et un match nul.

### Avril
- 5 avril : l'Olympique remporte le championnat de France en battant le Stade français en finale de poule sur le score de 12 à 0[4]. La poule réunit les cinq clubs franciliens suivants[5] : Cosmopolitan Club, Olympique, Racing club de France, Stade français et US de l'Est.

### Juin
- ? juin : le Yorkshire est champion des comtés anglais.

### Août
- 18 août : création du Belgrano Athletic Club, club argentin de rugby situé à Buenos Aires et disputant le championnat de l'Unión de Rugby de Buenos Aires.